# Wat Phra Sri Mahathat

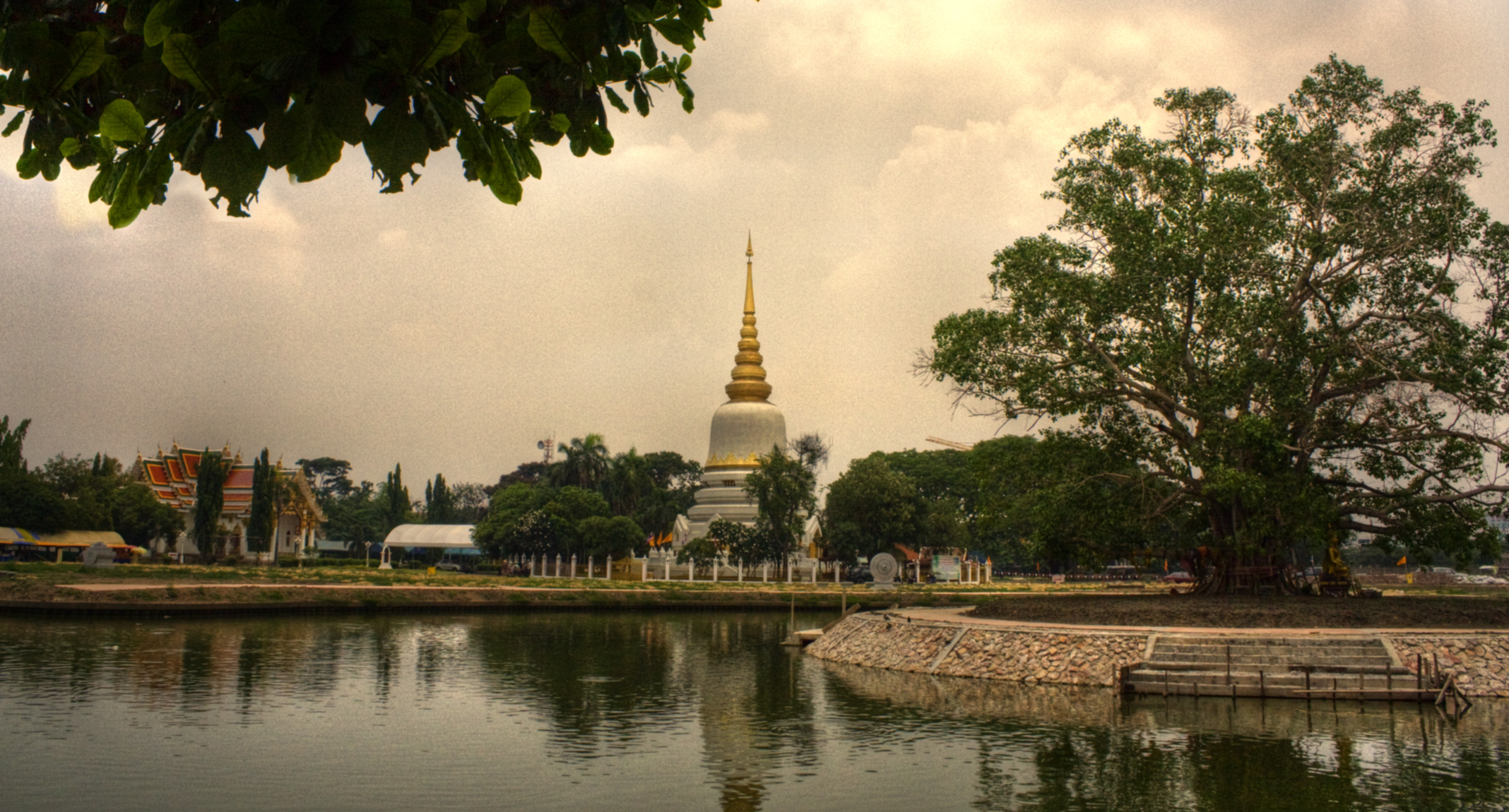
Wat Phra Sri Mahathat

Wat Phra Sri Mahathat (vollständiger Name Wat Phra Sri Mahathat Wora Maha Wihan; Thai: วัดพระศรีมหาธาตุวรมหาวิหาร) ist eine buddhistische Tempelanlage (Wat) in Bangkok, der Hauptstadt von Thailand. Wat Phra Sri Mahathat ist ein „Königlicher Tempel Erster Klasse“, in ihm leben Mönche, die dem Thammayut Nikaya angehören.

## Lage
Wat Phra Sri Mahathat liegt an der vielbefahrenen Thanon Phahonyothin (Phahonyothin-Straße) in Bangkoks Stadtteil Bang Khen.

## Geschichte
Der Tempel wurde 1941 von Feldmarschall Phibul Songkhram, dem damaligen Premierminister von Thailand, gegründet, um an die Einführung des „demokratischen Systems“ in Thailand zu erinnern. Sein ursprünglicher Name war daher Wat Prachathipatai (วัดประชาธิปไตย – „Tempel der Demokratie“). Er wurde ganz in der Nähe des „Denkmals zur Verteidigung der Verfassung“ (Lak-Si-Denkmal) erbaut und am 28. Juni 1941 fertiggestellt.
Am 30. Juni 1942 wurde der Name in „Wat Phra Sri Mahathat Wora Maha Viharn“ geändert, nachdem Reliquien des Buddha, ein Ableger des heiligen Mahabodhi-Baumes in Bodhgaya sowie Erde von heiligen Orten aus Indien hergebracht und in der Phra Chedi Sri Mahathat verwahrt wurden.

## Sehenswürdigkeiten

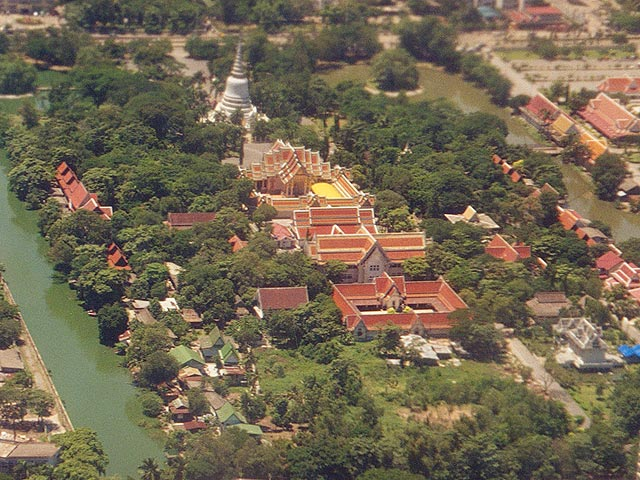
Luftbild eines Teils des Tempels

- Phra Chedi Sri Mahathat – die 38 Meter hohe Chedi ist innen begehbar. In ihr befindet sich ein weiterer Chedi, in der sich die Reliquien befinden. Um den kleineren Chedi herum führt ein kreisförmiger Korridor mit vier Eingängen. In Nischen in der Mauer liegen die Erdproben von verschiedenen heiligen Orten in Indien. In weiteren Nischen stehen auch die Urnen mit der Asche verschiedener geistlicher und weltlicher Würdenträger, wie zum Beispiel von Phibul Songkhram.
- Bodhi-Baum – auf einer runden Insel in einem kleinen See vor dem Chedi steht der Bodhi-Baum, der aus einem Ableger des Mahabodhi-Baumes in Bodhgaya gezogen wurde. Vor dem Baum gibt es eine große Buddha-Statue in Meditations-Haltung.